# Wybrzeże Kości Słoniowej na Letnich Igrzyskach Olimpijskich 1964
Wybrzeże Kości Słoniowej na Letnich Igrzyskach Olimpijskich 1964 – występ kadry sportowców reprezentujących Wybrzeże Kości Słoniowej na igrzyskach olimpijskich w Tokio w 1964 roku.
Kadrę stanowiło dziewięciu zawodników (mężczyzn), którzy wystąpili w dziesięciu konkurencjach w dwóch dyscyplinach sportowych – boksie i lekkoatletyce. Iworyjczycy nie zdobyli w Tokio medalu olimpijskiego. Najwyżej sklasyfikowanym zawodnikiem był Gaoussou Koné, który w biegu na 100 m zajął szóste miejsce. Był zarazem jedynym reprezentantem Wybrzeża Kości Słoniowej, który na igrzyskach w Tokio zakwalifikował się do finału w swojej konkurencji.
Był to debiut reprezentacji Wybrzeża Kości Słoniowej na igrzyskach olimpijskich.

## Wyniki

### Boks
| Konkurencja              | Zawodnik          | Runda 1          | Runda 2          | Runda 3          | Ćwierćfinał      | Półfinał         | Finał            | Finał   |
| Konkurencja              | Zawodnik          | Przeciwnik Wynik | Przeciwnik Wynik | Przeciwnik Wynik | Przeciwnik Wynik | Przeciwnik Wynik | Przeciwnik Wynik | Miejsce |
| ------------------------ | ----------------- | ---------------- | ---------------- | ---------------- | ---------------- | ---------------- | ---------------- | ------- |
| waga lekka mężczyzn      | Gabriel Achy Assi | BYE              | Palmer P 2-3     | NQ               | NQ               | NQ               | NQ               | 17.     |
| waga półśrednia mężczyzn | Boniface Hie Toh  | Pedersen P DSQ   | NQ               | NQ               | NQ               | NQ               | NQ               | 17.     |
| waga półciężka mężczyzn  | Firmin N'Guia     | Casey W 3-2      | Poláček P RSC    | NQ               | NQ               | NQ               | NQ               | 9.      |

### Lekkoatletyka
| Konkurencja                            | Zawodnik             | Eliminacje | Eliminacje | Ćwierćfinał | Ćwierćfinał | Półfinał | Półfinał | Finał    | Finał   |
| Konkurencja                            | Zawodnik             | Rezultat   | Miejsce    | Rezultat    | Miejsce     | Rezultat | Miejsce  | Rezultat | Miejsce |
| -------------------------------------- | -------------------- | ---------- | ---------- | ----------- | ----------- | -------- | -------- | -------- | ------- |
| bieg na 100 m mężczyzn                 | Gaoussou Koné        | 10,50      | 1.         | 10,45       | 4.          | 10,48    | 2.       | 10,47    | 6.      |
| bieg na 400 m mężczyzn                 | Yoyaga Dit Coulibaly | 47,8       | 7.         | NQ          | NQ          | NQ       | NQ       | NQ       | NQ      |
| bieg na 1500 m mężczyzn                | Denos Adjima Beche   | 3:53,5     | 7.         | NQ          | NQ          | NQ       | NQ       | NQ       | NQ      |
| bieg na 110 m przez płotki mężczyzn    | Simbara Maki         | 15,3       | 8.         | NQ          | NQ          | NQ       | NQ       | NQ       | NQ      |
| bieg na 3000 m z przeszkodami mężczyzn | Jean Toffey Ekonian  | 9:47,4     | 9.         | NQ          | NQ          | NQ       | NQ       | NQ       | NQ      |
| pchnięcie kulą mężczyzn                | Denis Ségui Kragbé   | 16,59      | 20.        | N/A         | N/A         | N/A      | N/A      | NQ       | NQ      |
| rzut dyskiem mężczyzn                  | Denis Ségui Kragbé   | 46,43      | 24.        | N/A         | N/A         | N/A      | N/A      | NQ       | NQ      |